# Feierabendparlament
Ein Teilzeitparlament oder umgangssprachlich Feierabendparlament (auch Halbtagsparlament oder Milizparlament genannt) ist ein Parlament, dessen Mitglieder entweder ehrenamtlich arbeiten oder einer anderen Hauptbeschäftigung zum Verdienst des Lebensunterhalts nachgehen. Plenumssitzungen finden meist nachmittags oder in den Abendstunden statt. Die Vergütung der Abgeordneten ist meist deutlich niedriger als in Vollzeit-Parlamenten.

## Deutschland
In der Bundesrepublik Deutschland gibt es mit der Bremischen Bürgerschaft und der Hamburgischen Bürgerschaft zwei Teilzeitparlamente auf Länderebene. Die Bürgerschaft in Hamburg hatte bis 1996 nur ehrenamtliche Abgeordnete. Seit einer Änderung der Verfassung ist das Ehrenamt und die Aufwandsentschädigung abgeschafft und durch ein Entgelt und Regelungen hinsichtlich der Vereinbarkeit von Mandat und Berufstätigkeit ersetzt worden. Statt der Aufwandsentschädigung von monatlich 1920 DM bekamen die Abgeordneten ein Entgelt von 4000 DM zuzüglich einer Aufwandsentschädigung von 600 DM. Bis 1990 war der Landtag Schleswig-Holsteins ein Feierabendparlament, ebenso wie der Landtag von Baden-Württemberg bis zur Änderung in der 15. Legislaturperiode ab 2011. Das Abgeordnetenhaus von Berlin war bis zum 31. Dezember 2019 ein Teilzeitparlament.
Nach der Gründung der Bundesrepublik kam diese Art von Parlament auf Länderebene häufiger vor. Heute kommen immer wieder Forderungen nach einer Rückkehr zu ehrenamtlichen Abgeordneten auf. Der Bund der Steuerzahler sprach sich hierfür 2005 in Niedersachsen aus und begründete dies mit der gesunkenen Bedeutung der Landesparlamente, Kosteneinsparungen und Verzerrungen im politischen Wettbewerb.

## Schweiz
Die meisten Mitglieder in beiden Kammern des schweizerischen Parlaments (Bundesversammlung, bestehend aus Nationalrat und Ständerat) sowie in den Parlamenten auf Kantons- und Gemeindeebene gehen neben ihrer Ratstätigkeit noch einem Beruf nach. In der Schweiz werden diese Legislativen als Milizparlament bezeichnet. Feierabendparlamente sind aber nur die Parlamente von Gemeinden und kleinen Kantonen. Die Bezeichnung der Bundesversammlung als Milizparlament beruht heute weitgehend auf einer Fiktion; zutreffender ist der Begriff des Halbberufsparlaments. Neuere Studien zeigen, dass nur noch etwas mehr als 10 % der Mitglieder des Nationalrates weniger als ein Drittel ihrer Arbeitszeit für das Parlamentsmandat aufwenden und somit als «Milizparlamentarier» im engen Sinne bezeichnet werden könnten. Im Ständerat ist diese Kategorie gegenwärtig ganz verschwunden.

## Griechenland
Bis zur Einführung der Unvereinbarkeit mit einer weiteren Erwerbstätigkeit 2001 war auch das nationale griechische Parlament Vouli ton Ellinon ein Feierabendparlament. Im Gegenzug wurden die Diäten der Abgeordneten erhöht und kostenlose Büros zur Verfügung gestellt.

## Vereinigte Staaten
In den Vereinigten Staaten sind viele Parlamente der Einzelstaaten als Feierabendparlamente konzipiert. Die Tagungen werden auf wenige Wochen im Jahr konzentriert. Dies bezieht sich vor allem auf bevölkerungsärmere Bundesstaaten. Sowohl der Kongress auf Bundesebene als auch die Parlamente von bevölkerungsreicheren Staaten wie Kalifornien, Michigan oder New York sind keine Feierabend-, sondern Vollzeitparlamente.